# Wim Verhoeven (1944)
Wim Verhoeven (18 mei 1944) is een voormalig Nederlands voetballer die tijdens zijn profloopbaan uitsluitend voor FC VVV uitkwam.
In 1971 werd Verhoeven topscorer in de Tweede klasse bij de amateurs. De trefzekere spits van RKVV Volharding kwam zo in beeld bij VVV en maakte op 27-jarige leeftijd de overstap naar het betaald voetbal. In zijn eerste seizoen bij de Venlose eerstedivisionist kon Verhoeven doorgaans nog rekenen op een basisplaats. Het seizoen erna, onder de nieuwe trainer Rob Baan, kreeg Verhoeven minder speelminuten en vervolgens keerde hij weer terug naar de amateurs.

## Clubstatistieken
| Seizoen | Club   | Competitie     | Competitie | Competitie | Beker | Beker | Playoffs | Playoffs | Totaal | Totaal |
| Seizoen | Club   | Competitie     | Wed.       | Dlp.       | Wed.  | Dlp.  | Wed.     | Dlp.     | Wed.   | Dlp.   |
| ------- | ------ | -------------- | ---------- | ---------- | ----- | ----- | -------- | -------- | ------ | ------ |
| 1971/72 | FC VVV | Eerste divisie | 30         | 6          | 0     | 0     | —        | —        | 30     | 6      |
| 1972/73 | FC VVV | Eerste divisie | 12         | 0          | 0     | 0     | —        | —        | 12     | 0      |
| Totaal  | Totaal | Totaal         | 42         | 6          | 0     | 0     | 0        | 0        | 42     | 6      |